# Cà phê G7

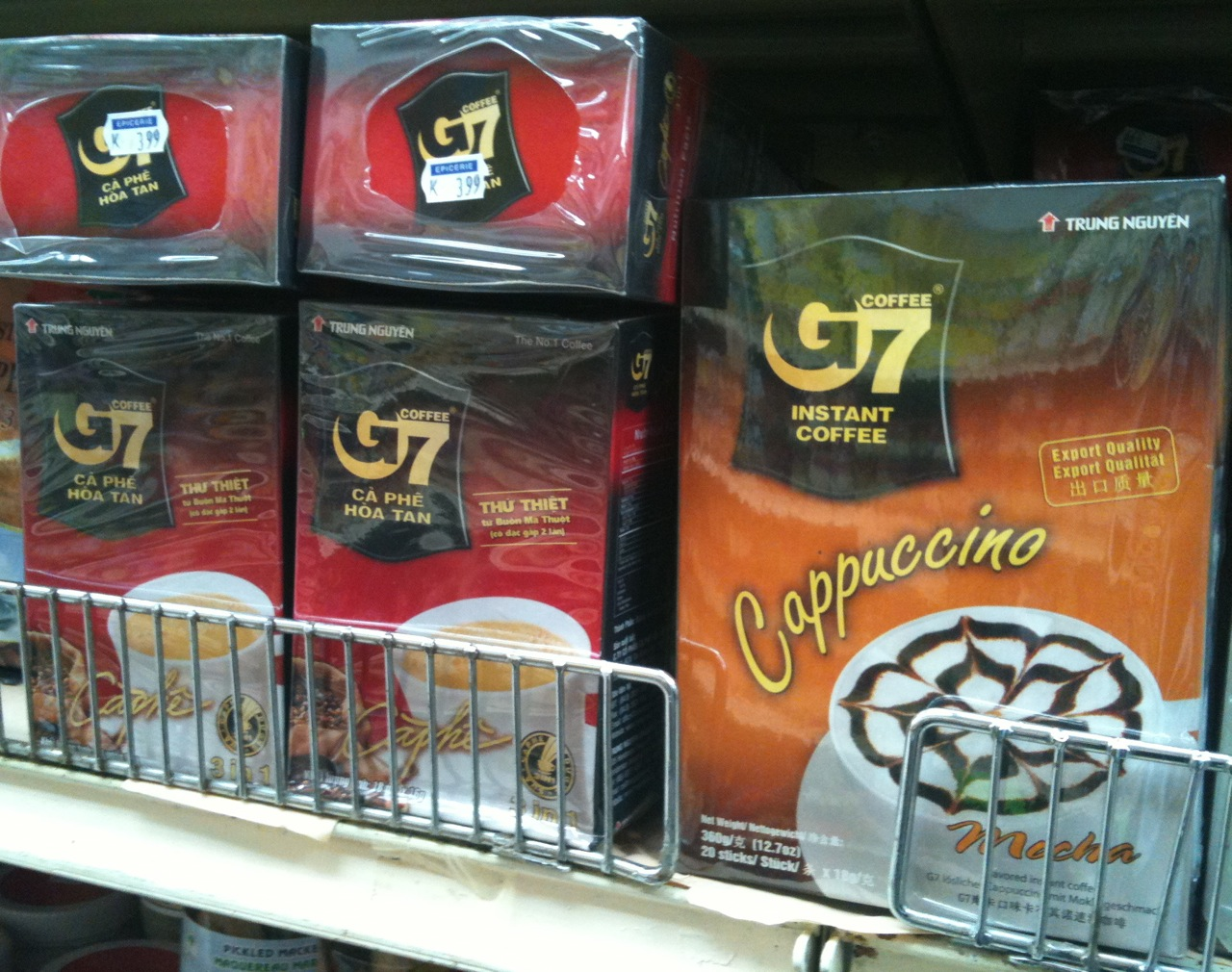
Các sản phẩm của cà phê G7

Cà phê G7 là một thương hiệu cà phê hòa tan của Tập đoàn Trung Nguyên, bao gồm nhiều sản phẩm khác nhau như G7 3in1, 2in1, G7 hòa tan đen,... ra mắt thị trường Việt Nam lần đầu tiên vào cuối năm 2003.

## Lịch sử
Cà phê hòa tan G7 ra đời vào tháng 11 năm 2003, chia sẻ thị phần cà phê trong nước với Vinacafe và Nescafe. Sự kiện thử mùi vị (blind taste test) tại Dinh Độc Lập Thành phố Hồ Chí Minh trong ngày giới thiệu sản phẩm đầu tiên", thu hút hơn 35.000 người tham gia.
Giai đoạn đầu, G7 được sản xuất tại hai nhà máy cà phê hòa tan ở Buôn Ma Thuột, sau mở rộng với nhà máy cà phê hòa tan tại Bình Dương. Công suất chế biến giai đoạn này khoảng 150-200 tấn mỗi tháng. Liên tục trong vòng chưa đầy 10 năm sau đó, Trung Nguyên đầu tư xây dựng hệ thống 5 nhà máy cà phê lớn nhất châu Á, trong đó riêng G7 chiếm 2 nhà máy.

## Sản phẩm
Các sản phẩm của nhãn hiệu cà phê G7 bao gồm:
1. Cà phê G7 3in1
2. Cà phê G7 2in1
3. Cà phê G7 hòa tan đen
4. Cà phê G7 Gu mạnh X2
5. Cà phê G7 Passiona 4in1 - Cà phê dành cho phái đẹp
6. Cà phê G7 Cappuccino: gồm G7 Cappuccino Halzenut, G7 Cappuccino Coconut và G7 Cappuccino Mocha có vị của sữa và kem.

## Tranh cãi
Tổ chức họp báo ngày 4 tháng 7 năm 2012, Trung Nguyên công bố kết quả nghiên cứu thị trường thực hiện bởi công ty Nielsen và Kantar Worldpanel, và thông cáo tới báo chí, rằng Theo số liệu cung cấp bởi Nielsen: trong năm 2011, sản phẩm cafe hòa tan G7 đã dẫn đầu thị trường cà phê hòa tan 3in1 Việt Nam về thị phần (38%). Cũng trong thông cáo, Trung Nguyên trích số liệu của Nielsen để khẳng định thị phần G7 tiếp tục tăng lên trên thị trường cà phê hòa tan. Theo đó, trong quý 1 năm 2012, G7 dẫn đầu về thị phần (40%) và sản lượng (35%) của ngành cà phê hòa tan, đồng thời trích dẫn phần xác nhận được cho là của Nielsen vào thông cáo báo chí của mình rằng với đà tăng trưởng này, dự đoán G7 sẽ tiếp tục duy trì vị trí số một tại Việt Nam.
Tuy nhiên, hai ngày sau, chiều 6 tháng 7 năm 2012 tập đoàn cà phê của Việt Nam này bị chính Nielsen phản bác, cho rằng Nielsen chưa từng cung cấp văn bản xác nhận nào để chứng thực công bố của Trung Nguyên. Đồng thời, Nielsen cũng công bố thông tin khẳng định thực chất cà phê hòa tan Nestlé mới là sản phẩm dẫn đầu thị trường này, theo sau đó là G7 của Trung Nguyên và Vinacafe Biên Hòa. Trong thị trường cà phê hòa tan gồm có 3 dòng sản phẩm chính là cà phê 2in1, 3in1 và cà phê bột, thì G7 của Trung Nguyên chỉ dẫn đầu nhóm sản phẩm 3in1 mà thôi.